# Józef Knosała
Józef Knosała (Josef Knossalla, Knosala) (ur. 13 marca 1878 w Żelaznej nieopodal Opola, zm. 8 stycznia 1951 w Altenie w Westfalii) – ksiądz katolicki, doktor teologii, doktor filozofii, śląski historyk, autor prac poświęconych Śląskowi oraz monografii śląskich miejscowości.

## Życiorys
Pochodził z rodziny chłopskiej. Pochodzenie zaważyło na całym jego życiu. Swoją edukację rozpoczął już w rodzinnym domu, w którym panował zwyczaj czytania żywotów świętych oraz klasycznej świeckiej literatury, śpiewano stare pieśni i opowiadano śląskie legendy. Formalną edukację rozpoczął w znajdującej się w rodzinnej wsi szkole elementarnej, a później w Gimnazjum w Opolu. 
W 1900 roku wstąpił do Seminarium Duchownego we Wrocławiu. Nauka w dużym uniwersyteckim mieście otwierała przed nim dalsze możliwości rozwoju, z których skrzętnie skorzystał, studiując jednocześnie na Uniwersytecie Wrocławskim. Zanim otrzymał święcenia kapłańskie 21 czerwca 1904 roku był już doktorem filozofii i teologii. 
Władze diecezjalne dostrzegając duże zdolności młodego kapłana powierzyły mu obowiązki proboszcza w parafii św. Wojciecha w Radzionkowie. Pełnił ten urząd od 20 sierpnia 1904 r. do 23 maja 1911 r. Za krytykę hrabiego Henckla von Donnersmarck został przeniesiony i został proboszczem w Mokrem. Od 1912 do 1925 r. pełnił obowiązki kuratusa należącej do parafii bielszowickiej gminy kościelnej w Kończycach. W 1922 ponownie został mianowany proboszczem w Radzionkowie.
Ksiądz Knosała aktywnie wspierał Chrześcijańską Demokrację, która miała silne oparcie w Stowarzyszeniu Mężów Katolickich. Miała ona również silne oparcie w znacznej części duchowieństwa śląskiego. Krytykował natomiast Sanację i odmawiał odprawiania nabożeństw w intencji Józefa Piłsudskiego. Podobnie czynili także m.in. proboszczowie Michał Lewek z Tarnowskich Gór i Konstanty Twórz z Tarnowic. Wszystkie te działania powodowały częste ataki na ks. Knosałę na łamach prasy popierającej Piłsudskiego. Gazeta codzienna "Polska Zachodnia" częstokroć wzywała do zdymisjonowania go z funkcji proboszcza, bojkotu jego książek, czy do uczęszczania na msze innych kapłanów. 
W latach 1940–1945 pełnił funkcję dziekana dekanatu Piekary. 11 stycznia 1946 r. Urząd Repatriacyjny w Tarnowskich Górach zwrócił się do kurii biskupiej w Katowicach o wydalenie ks. Knosały z parafii, a powołanie księdza spośród repatriantów. Stawiano mu zarzut proniemieckiego nastawienia. 18 stycznia 1946 roku komunistyczne władze pomimo protestów mieszkańców Radzionkowa deportowały go do Niemiec. Zamieszkał w Altenie w Westfalii, gdzie pełnił obowiązki duszpasterza szpitalnego. Do końca życia tęsknił za Śląskiem, czego mamy wyraz w jednym z listów, w którym pisał: 
Kochany Górny Śląsku, me strony rodzinne! Czy cię jeszcze kiedyś zobaczę? W gorzkim cierpieniu niejednej bezsennej nocy Myślałem o Tobie, moje strony rodzinne. Mój Ty Górny Śląsku z Twymi szybami i kominami, Kto tam mieszkał, nie zapomni cię nigdy.
Zmarł po ciężkiej chorobie 8 stycznia 1951 r. w Altenie.

## Ważniejszy dorobek naukowy
- Parafia Radzionkowska. Jej dawniejsze i dzisiejsze stosunki, Katowice 1925,
- Bielszowice, Kończyce, Pawłów. Historyczny zarys, Katowice 1928,
- Geschichte der Stadt Hindeburg (Zabrze), Katowice 1929,
- Das Dekanat Beuthen O/S., Katowice 1935,
- Stare rody szlacheckie ziemi bytomskiej. Okolica Zabrza (Hindenburg) na Górnym Śląsku, Tłum. i oprac. Damian Spielvogel, Bernard Szczech, Zabrze-Essen 1996.

## Dzieła dostępne w Internecie
- Bielszowice, Kończyce, Pawłów. Historyczny zarys (.pdf)